# Hycleus fraudulentus
Hycleus fraudulentus is een keversoort uit de familie van oliekevers (Meloidae). De wetenschappelijke naam van de soort is voor het eerst geldig gepubliceerd in 2007 door Bologna in Bologna & Turco.